# スポック博士の育児書
『スポック博士の育児書』（The Common Sense Book of Baby and Child Care）とは、アメリカの小児科医ベンジャミン・スポックが、1946年に刊行した育児書である。42か国語に翻訳され世界中で5000万冊販売され、1946年以降では聖書の次に売れたとも言われる。

## 概要
原題は「赤ちゃんと子供の育児の常識についての本」という意味である。1946年にデュエル・スローン・アンド・ピアース社から出版された。出版から6年で600万冊販売され、何か国語かに翻訳された。世界各国で幅広く翻訳され、日本でも暮しの手帖社から第6版まで翻訳版が出版されている。
「育児の聖書」のように言われ、第二次世界大戦後、アメリカの民主主義の生活スタイルと相俟って広まったものの、その中の示唆の一部にはその後、異議が唱えられたものも少なくない。
思想や流行の変化、科学的事実の変化を取り入れて、何年かごとに内容が改訂されてきた。1992年、スポックは88歳であったが生きているかぎり本を改訂すると述べた。
その言葉の通り、彼は1957年第2版、1968年第3版、1976年第4版、1985年第5版、1992年第6版、そして死去と同年の1998年に第7版と六回の改訂を行った。さらに妻のメアリ・モーガンはスポックは死ぬ前に本の改訂を可能にしたと述べていて実際に2004年に第8版が出された。
育児書には共著者もいたが、1997年にスポックの代理人が、スポックは第7版に非常に深く関わったと述べた。

## 内容の一部
- 両親の役割
- 医者のかかり方
- 人工栄養とビタミンと水
- 食事も食事の時間も変えていく
- 毎日の赤ちゃんの世話
- 添い寝は自立を妨げる
- 予防接種
- 乳児について
- 排泄のしつけ

1946年以来、最初のページに、「あなたが考える以上にあなたは知っています」と書かれている。
第4版では、フェミニストの批判を受けて女性差別にならないように書かれた。第7版では、核戦争やコンピューターゲームについて書かれている。第7版では、2歳になればもう乳製品は必要なく、植物性の食べものだけを食べるという内容になった。これは晩年のスポックが、病気になったのでベジタリアンをはじめ、そして健康を回復したことが理由である。

## 参考図書
- ベンジャミン・スポック、マイケル・ローゼンバーグ 『スポック博士の育児書』暮しの手帖社、1997年10月。ISBN 978-4766000603。原著 Dr.Spock's baby and child care , 6 edition, 1992 ISBN 978-0525934004
- Benjamin Spock, Steven Parker, Dr. Spock's Baby and Child Care, 7 edition, 1998 ISBN 978-0671537623
- Benjamin Spock, Robert Needleman, Dr. Spock's Baby and Child Care, 8 edition, 2004 ISBN 978-0743476683